# De scaenicis originibus
Il De scaenicis originibus (o De originibus scaenicis) è un'opera di Marco Terenzio Varrone, non pervenuta, appartenente al gruppo di studi storico-letterari e filologici dell'erudito reatino.
L'opera, di cui rimangono pochi frammenti, descriveva i vari aspetti delle rappresentazioni teatrali latine.